# Limax corsicus
Limax corsicus is een slakkensoort uit de familie van de Limacidae. De wetenschappelijke naam van de soort is voor het eerst geldig gepubliceerd in 1855 door Moquin-Tandon.